# سكاي دايتون
سكاي دايتون (بالإنجليزية: Sky Dayton)‏ هو شخصية أعمال أمريكي، ولد في 8 أغسطس 1971 في نيويورك في الولايات المتحدة.